# 金紫山大佛寺摩崖造像
金紫山大佛寺摩崖造像位於重慶市巴縣廣陽鎮，文物遺址年代為明，1992年3月19日列為重慶市第二批市級文物保護單位。2009年12月15日列為第二批重慶市文物保護單位。